# Noel Skelton
Archibald Noel Skelton (1er juillet 1880-22 novembre 1935) est un homme politique unioniste, journaliste et intellectuel écossais.

## Jeunesse
Fils de Sir John Skelton KCB LLD, Skelton est né le 1er juillet 1880 à Hermitage of Braid à Édimbourg et fait ses études au Glenalmond College, à l'Université d'Édimbourg et à Christ Church, Oxford, où il bénéficie d'une bourse d'histoire. Il est placé dans la deuxième classe de l'École d'histoire moderne en 1902 et en 1906, il est admis au barreau écossais et rejoint la Faculté des avocats. Skelton est respecté en tant qu'avocat, et s'occupe principalement des affaires de divorce et de celles impliquant des testaments contestés. En 1920, il est nommé conseiller juridique adjoint au ministère des postes et au conseil des impôts en 1921. Pendant la Première Guerre mondiale, Skelton sert avec le Scottish Horse en tant que lieutenant, capitaine et enfin major à Gallipoli, Salonique et en France, où il est grièvement blessé au cours des dernières semaines de la guerre.

## Carrière politique
Skelton se présente pour la première fois au Parlement aux deuxièmes élections générales de 1910, mais il perd dans la circonscription East Perthshire au profit de son adversaire libéral. Malgré sa défaite, Skelton reste actif en politique, s'exprimant fréquemment à partir de plates-formes unionistes à travers l'Écosse. Il est opposé à l'Irish Home Rule, mais il est plus progressiste sur des questions telles que la réforme agraire, les relations industrielles et le recours au référendum. À la fin de la Grande Guerre, Skelton se retire et permet au candidat de la coalition dans l'East Perthshire d'être élu sans opposition. Cependant, il est élu député de la nouvelle circonscription de Perth en 1922, bien qu'il ait perdu la circonscription un an plus tard au profit d'un libéral.

## Conservatisme constructif
Skelton est un journaliste talentueux et écrit fréquemment pour The Spectator, dont quatre articles en avril et mai 1923 sous le titre "Constructive Conservatisme". Ces articles exposent sa philosophie politique—principalement la poursuite d'une démocratie propriétaire, la division des terres en petites exploitations, les options de co-partenariat et de partage pour améliorer les relations industrielles et enfin l'utilisation de référendums pour résoudre les différends entre la Chambre des Communes et de la Chambre des Lords, ainsi que d'exhorter les unionistes à concurrencer les travaillistes sur des questions plus typiquement socialistes comme les retraites et le logement. Les quatre articles de Spectator sont republiés sous forme de brochure en 1924, ce qui a une influence durable, en particulier parmi les jeunes députés conservateurs.

## YMCA
Skelton est réélu pour Perth en 1924 et de nouveau en 1929. Il se lie rapidement d'amitié avec des députés conservateurs comme Anthony Eden, Harold Macmillan, Robert Boothby, John Buchan et Oliver Stanley et devient le leader intellectuel d'un groupe parlementaire surnommé le YMCA par des parlementaires plus cyniques. Le groupe fait pression pour s'assurer que le premier ministre Stanley Baldwin résiste à l'influence des éléments réactionnaires du Parti conservateur et qu'il mette plutôt en œuvre une législation progressiste. Baldwin est influent et ce sont des contacts avec le YMCA qui empêchent Baldwin de soutenir un projet de loi controversé sur le prélèvement qui aurait eu des conséquences désastreuses pour les relations commerciales au Royaume-Uni. Skelton maintient également la présence dans la presse du groupe, écrivant plusieurs articles pour The Spectator, la Quarterly Review et la English Review.

## Bureau écossais

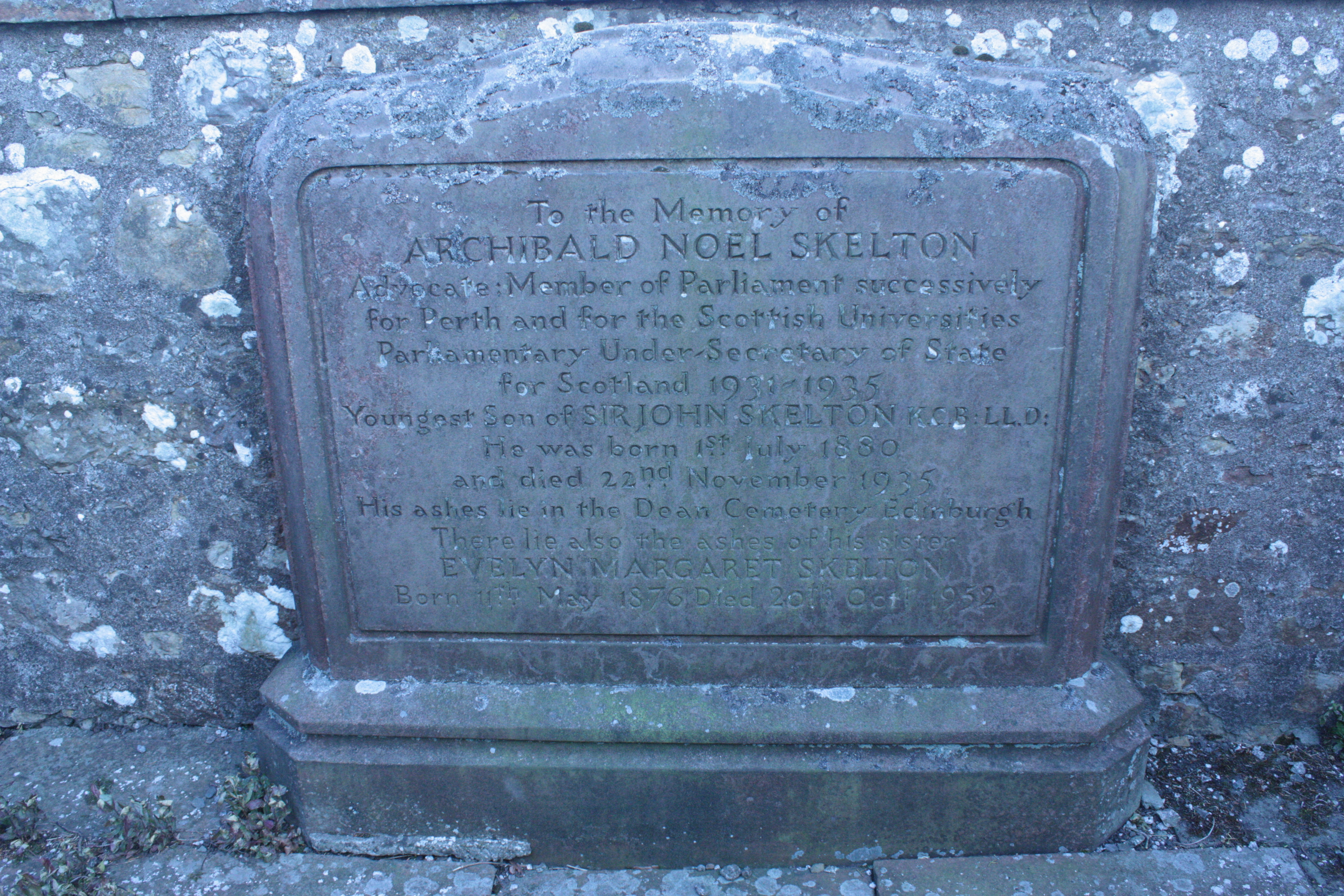
Mémorial à Archibald Noel Skelton, ancien cimetière, Loch Leven, Kinross

Skelton se présente dans la circonscription des universités écossaises en 1931 et est réélu sans opposition. La même année, il est nommé Sous-secrétaire d'État parlementaire pour l'Écosse chargé de la santé, du logement et de l'éducation. Il est un administrateur talentueux mais parfois pédant lorsqu'il intervient dans les débats de la Chambre des communes.
En 1935, Skelton est en phase terminale d'un cancer et, après plusieurs semaines dans une maison de retraite, meurt à Édimbourg le 22 novembre 1935. Skelton est incinéré et ses cendres sont enterrées au cimetière de Dean avec sa sœur. Un mémorial séparé se trouve dans l'ancien cimetière de Kinross, au bord du Loch Leven.

## Influence
Bien que Skelton soit décédé à l'âge relativement jeune de 55 ans, il a été considéré comme un chef conservateur potentiel et certainement comme un ministre de premier plan. Bien qu'il ait été rapidement oublié du grand public, son influence, comme l'écrit Harold Macmillan dans ses mémoires, « sur la politique et la pensée politique doit avoir augmenté régulièrement d'année en année ». Sa réflexion sur la propriété foncière comme base fondamentale du conservatisme moderne s'est avérée particulièrement attrayante et Anthony Eden a personnellement relancé l'expression en tant que slogan politique lors de la conférence du Parti conservateur de 1946. Macmillan l'a ensuite utilisé comme base intellectuelle pour le boom de la construction de logements dans les années 1950, tandis que son successeur en tant que Premier ministre Alec Douglas-Home devait son début de carrière politique à Skelton en tant que son PPS de 1931 à 1935.